# Vladislav (okres Třebíč)
Vladislav (německy Wladislau, nářečně též Vladislava, Vadislava či Vadislav) je městys ležící východně od Třebíče. Nadmořská výška obce je 364 metrů nad mořem. Vladislav leží na rozhraní geomorfologických celků Křižanovská vrchovina a Jevišovické pahorkatina. Protéká jí řeka Jihlava. Obec patří do správního obvodu obce s rozšířenou působností Třebíč. První písemná zmínka o obci se nachází v zakládací listině třebíčského kláštera a pochází z roku 1104.
Samotná Vladislav čítá 896 obyvatel. Spolu s místními částmi Hostákov a Střížov jde o přibližně 1 200 lidí. V Hostákově žije 202 obyvatel a ve Střížově 73.
Vladislav nemá zavedené ulice, avšak, podobně jako jiné obce v okolí, se neoficiálně člení na několik částí s místními názvy Městečko, Kartouzy, Rybárna, U Hřbitova, Sokolská, Hradčany, Smrcká, Brněnská a Pastušák.
Asi kilometr západně od obce se nachází budova železniční stanice, která dnes slouží jen ke křižování vlaků, ke stanici navíc přiléhá jeden rodinný dům ve stráni nad silnicí. Stejným směrem od obce stojí Pazderníkův mlýn s pilou, kde byl roku 2019 obnoven provoz. Osada Prachovna, ležící východním směrem, přísluší ke Koněšínu, ač jediné spojení má právě s Vladislaví, dříve zde probíhala výroba střelného prachu. Čistička odpadních vod se nachází v katastru sousední Číměře a využívá ji Vladislav, Číměř a Hostákov. Od roku 2021 se na čističku napojí i Střížov, který bude nově kanalizován.
Sousedními obcemi sídla jsou Smrk, Kožichovice, Dolní Vilémovice, Valdíkov, Třebíč, Koněšín, Slavičky, Číměř, Třebenice a Trnava.

## Historie
Obec se připomíná poprvé v roce 1104 jako majetek třebíčského opata. Její název zněl původně Brod a později Vršice, roku 1548 byla povýšena na městečko jako Wadislaw, název Wladislaw se objevuje od roku 1665, po roce 1869 se jméno uvádí s přídomkem jako Dolní Vladislav (německy Unter Wladislau) a nakonec se roku 1918 ustaluje na Vladislav. Ke vsi patřil do roku 1867 také Valdíkov, do roku 1867 Hostákov a do roku 1884 také Smrk. Hostákov se s Vladislaví opět spojil roku 1964 a v roce 1990 se připojil také Střížov.
Obec vznikla z prastaré osady, která byla založena někdy v osmém století, těsně na levém břehu řeky Jihlavy. Její název Brod odkazuje k přechodu řeky na důležité kupecké cestě spojující Brno, tržiště Koněšín, třebečský klášter, hrad Střeliště, osadu Kosovců a Mohelno. Bylo tam pár dřevěných chat, ve kterých většinou bydleli rybáři z rodu Nemojoviců. Když v roce 1101 byl založen benediktinský klášter Třebeč (v dnešní době Třebíč), byla osada Brod přidělena ke klášteru a její obyvatelé měli za povinnost zásobovat klášter rybami.
Roku 1110 se ve vsi Brod ve zdejší hospodě nejspíš nečekaně narodil syn údělného knížete Oldřicha na jedné z cest knížecího páru z Brna k rozestavěnému klášteru v Třebíči. Událost připomínal donedávna i obraz na budově hospody a později obecního úřadu. Obec i hospoda měly od knížete získat četná privilegia. Narození připomínal památný obraz na budově hostince, později obecního úřadu.
Z roku 1304 se dochovala zpráva o vypálení několika vsí na Třebíčsku při vpádu Kumánů na Moravu. Vsi Brod, Nemojovice, Radvanov a Štuchanov tímto zanikly. Již koncem 14. století se však rybáři v místě vypáleného Brodu usadili znovu a založili ves Vršice. její název byl odvozený od vrší, tedy proutěných košů určených k chytání ryb.
Jedním z nejdůležitějších let v historii obce je rok 1548. Dochovalo se z něj stříbrné razítko s vyobrazením vrše a nápisem „Peciet miesteczka Wadislawi“. Podle toho usuzujeme, že právě v tomto roce byly Vršice přejmenovány a povýšeny na městečko. Městečko získalo právo pořádání trhů a patrimoniálních soudů. Právě tyto soudy daly městečku nový název Vadislav, který je odvozen ze sousloví vády slaviti, což právě znamená, že se zde konaly slavné soudy. Do zdejšího soudního okrsku patřily kromě Vadislavi obce Smrk, Střížov, Hostákov, Číměř a Valdíkov. Zmíněné trhy se konaly čtyřikrát ročně: na Tři krále, na Smrtnou neděli, na svátek Nejsvětější Trojice a v neděli po svátku Narození Panny Marie.
Právě v 16. století však Vladislav s okolím také zasáhla epidemie moru.
V roce 1624 se Vadislav objevuje na Komenského mapě Moravy. Nicméně zajímavější je až mapa Pavla Arentina z roku 1665. Jde sice o mapu Čech, ale na jejím okraji je zachycena i část západní Moravy, kde je vyznačeno městečko Vladislav. Zde se tedy poprvé objevuje současné jméno obce. Městečko jej nejspíše přijalo na památku českého krále Vladislava, jelikož místní pověst vypravuje, že se kdysi narodil v místní hospodě. Vyprávění nejspíš vzniklo záměnou narozené osobnosti, v obci se totiž, jak je uvedeno již výše, nejspíš roku 1110 narodil kněžic Vladislav, syn knížete Oldřicha. Nicméně název městečku zůstal.
Začátkem 19. století se ve Vladislavi začala rozvíjet průmyslová výroba. Jihovýchodně od vsi vznikla na místě někdejší prádelny a čokoládovny První vladislavská chemická továrna, která dosud pod názvem Tanex Vladislav, s. r. o., vyrábí tuk a klih.
Revoluční rok 1848 s sebou přinesl významnou správní změnu, totiž vznik svobodných obcí. Tehdy začal dle nařízení z Vídně platit na území země Moravskoslezské prozatímní zákon obecní. Dle něj přestaly obce patřit pod patrimoniální správu, ale začali je řídili volení zástupci, kteří rozhodovali o hospodaření obce.
V osadě Prachovna se dne 11. května 1848 stala nehoda v prachárně pana Prokopa Zelníčka, která byla toho dne vyhozena do povětří.
Rok 1920 přinesl ukončení výroby střelného prachu v Prachovně, když zde nastala další nehoda, která si vyžádala oběti na životech.
Období první republiky bylo pro obec prosperující. Podél hlavní silnice vznikla kaštanová alej, z níž ještě několik stromů stále stojí, a u tratě na západě obce byl vysazen sad svobody. Svou návštěvou obec poctil zakladatel republiky Tomáš Garrigue Masaryk a za několik let do Vladislavi zavítal i další prezident, Edvard Beneš.
Před druhou světovou válkou se chemická továrna ve Vladislavi stala hlavním střediskem henleinovců v regionu, podnik v té době vlastnil Bedřich Brosche, vedoucí představitel NSDAP na Třebíčsku.
Za druhé světové války v dubnu[kdy?] vystěhovali Němci místní žáky ze školy a místo toho tam zřídili vojenský lazaret, kam sváželi raněné z fronty. Na velkém sportovním hřišti v Kartouzích zařídili opravnu aut a pancéřů. Obec Vladislav osvobodil v roce 1945 2. ukrajinský front. Německá armáda zde zanechala množství zničené techniky, což dokládají mnohé dobové fotografie.
V roce 1948 vydal místní národní výbor pamětní publikaci Vladislav 1548–1948: Jubilejní památník ke 400 výročí povýšení Vladislavě na městečko, která shrnuje veškeré informace o historii i dění a hospodaření v obci.
Obec byla po válce významným střediskem komunistického hnutí v regionu. V období komunismu se v obci výrazně navýšil počet obyvatel, což bylo zapříčiněno rozsáhlou výstavbou domů v obci. Domy se v této době však stavěly ve stráních a pod skalisky, aby se zbytečně nezabírala zemědělská půda. Stavba obytné zástavby se plánovala také ve stráni u starého vlakového nádraží asi kilometr západně od obce, nakonec zde však vznikl jediný dům. Severozápadně od obce vyrostl v této době rozlehlý areál družstva a vepřín.
Od 10. října 2006 byl obci vrácen status městyse. V roce 2017 došlo v obci k vybudování nového multifunkčního hřiště a také k opravě a dostavbě chodníků. Chodníky přesto kolem silnice I/23 stále v některých úsecích chybí.
Do roku 1849 patřila Vladislav do třebíčského panství, od roku 1850 patřil do okresu Jihlava, pak od roku 1855 do okresu Třebíč.
| Rok            | 1869 | 1880 | 1890 | 1900  | 1910  | 1921  | 1930  | 1950  | 1961  | 1970  | 1980  | 1991  | 2001  |
| -------------- | ---- | ---- | ---- | ----- | ----- | ----- | ----- | ----- | ----- | ----- | ----- | ----- | ----- |
| Počet obyvatel | 951  | 974  | 998  | 1 065 | 1 211 | 1 249 | 1 367 | 1 358 | 1 458 | 1 385 | 1 310 | 1 227 | 1 222 |

| Rok            | 1869 | 1880 | 1890 | 1900 | 1910 | 1921 | 1930 | 1950  | 1961  | 1970  | 1980 | 1991 | 2001 |
| -------------- | ---- | ---- | ---- | ---- | ---- | ---- | ---- | ----- | ----- | ----- | ---- | ---- | ---- |
| Počet obyvatel | 619  | 626  | 650  | 699  | 820  | 883  | 983  | 1 010 | 1 067 | 1 052 | 974  | 939  | 937  |

## Tradice a dění v obci
Ve Vladislavi byly velkou tradicí dožínky. Byla to oslava žní, které se účastnil velký počet lidí, kteří kráčeli celou vesnicí a na návsi pak pokračovala oslava shromážděním a poděkováním za úrodu.
Další tradicí byla jízda králů. Průvod v krojích se konal vždy jako pocta novému králi. Tato zvyklost se nezachovala do dnešní doby, tak ji můžeme vidět alespoň z fotografií. Z nich je také vidět kroj, který vznikal ve stejném období. Tradice skončila po roce 1948, mimo jiné díky zrušení chovu koní v obci. Do dnešní doby se však zachovala řada fotografií a také vzory kroje.
Dnes se udržuje tradice masopustu. Maškary již neobcházejí obec od domu k domu, ale místní SDH každoročně pořádá drobné trhy před hasičskou zbrojnicí, kde masky slaví společně s ostatními občany.
Pouť je každoročně největší společenskou událostí. Dochází k tradiční stavbě máje v parku před kostelem. Pouť je spjata s místní římskokatolickou farností. V obci se v tento den udržuje zvyk, kdy muzikanti v doprovodu místních hasičů obcházejí s písní jednotlivé domácnosti ve vsi. Každoročně nechybí kolotoče ani pouťová zábava.
Ve svátek sv. Mikuláše obcházejí postavy rodiny s dětmi a kolem 6. ledna probíhá v obci charitativní tříkrálová sbírka. S oslavou Vánoc je spjato rozsvěcování vánočního stromu u školy a prohlídka Dvořákova vladislavského pohyblivého betléma.
Místní dobrovolní hasiči pořádají každé léto pro nejmenší pohádkovou cestu. Dále organizují v prostorách sokolovny např. dětský karneval nebo tradiční ples. Dále ve Vladislavi probíhá v zimě ples obecní a také sportovní.
Spousta veřejných akcí probíhá v létě na místním kluzišti. Tělovýchovná jednota zde organizuje Den dětí, volejbalový turnaj, pálení čarodějnic, Halloween, taneční zábavy a další sportovní, kulturní a dětské akce.

## Školství a kultura

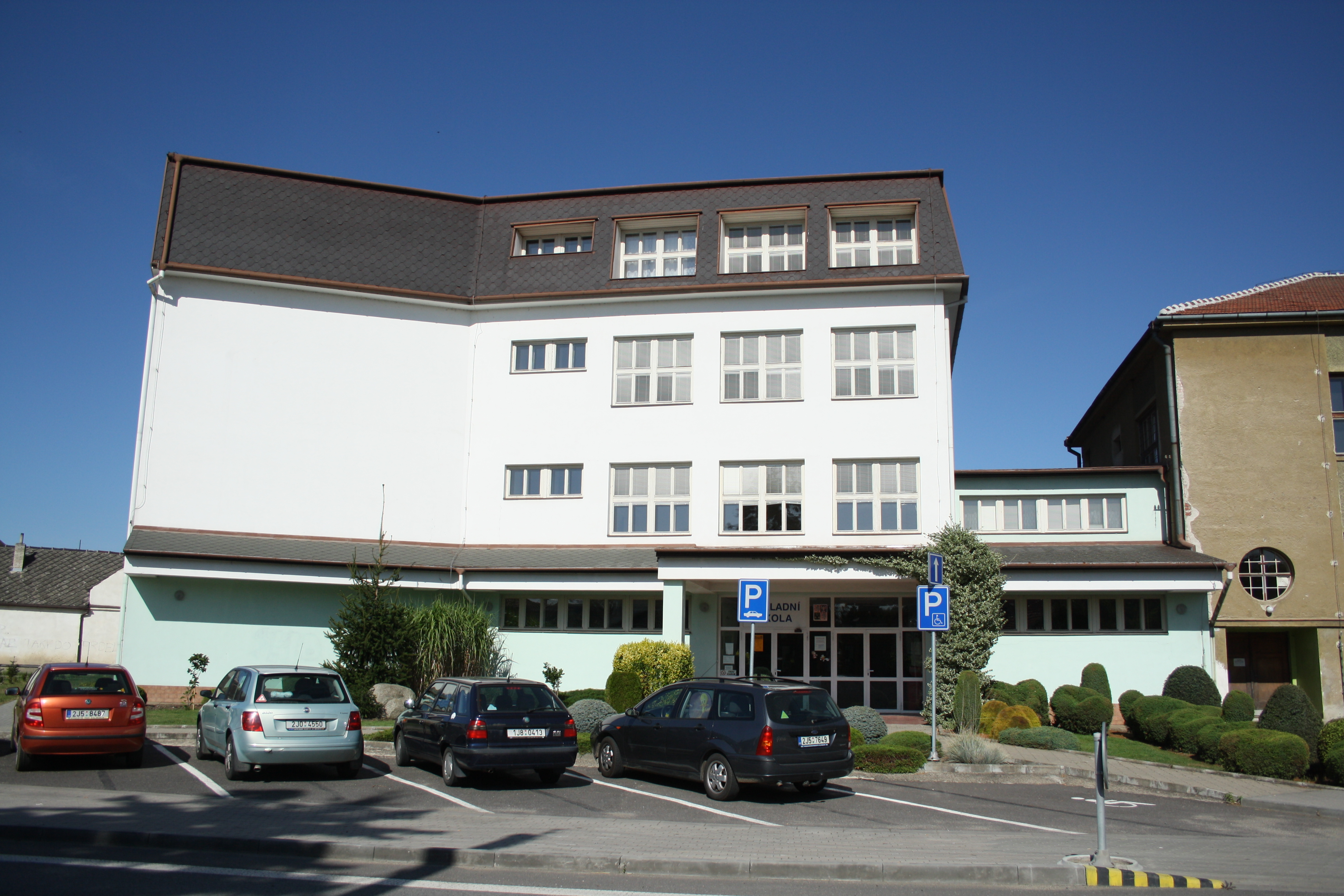
Škola

### Základní škola
Škola byla zřízena roku 1728. Studovalo v ní jen 5–6 chlapců. V roce 1876 byla tato škola zbořena a na jejím místě byla vystavěna nová budova. Ta byla jednopatrová měla tři učebny, kabinet, kuchyň a byt pro správce. Stavitel Tepich z Třebíč na stavbu za 9 000 zlatých dohlédl. Budovu vysvětil P. František Diviš dne 30. září 1877. Budovu navštěvovaly děti z Vladislavi, ze Smrku a z Hostákova. Dnes se v budově nachází obecní úřad.
Ve 30. letech 20. století byla na místě návesního rybníka vystavěna nová budova měšťanské školy. Po roce 1990 byla přistavěna budova nová. Dnes tak funguje ve dvou navzájem propojených budovách devítiletá škola s družinou o počtu asi 110 žáků. Ředitelem je Vlastimil Maštera, který se zároveň výrazně zasloužil v rekonstrukci rodného domu Jana Kubiše v nedalekých Dolních Vilémovicích.
Škola se v současnosti účastní řady sběrových soutěží, například sběru použitého oleje ve spolupráci s místní firmou Fritex.[zdroj?]

### Mateřská škola
Mateřská škola se nachází v obecní víceúčelové budově bývalého mlýna. Školka disponuje čtyřmi učitelkami, které mají na starost dvě třídy. K dispozici je zahrada MŠ vybavená novými atrakcemi.

### Pošta
Poštovní úřad ve Vladislavi byl zřízen kolem roku 1871, svědčí o něm doklad pořízený 13. ledna 1872. Tato pošta se nacházela v dnešním domě číslo 33. Přes Vladislav pošta projížděla kolem 8. hodiny ráno směrem na Zastávku u Brna a vracela se mezi 5. a 6. hodinou večer. Po poštmistrovi Černém převzal poštu pan Masopust a pošta se přestěhovala do pivovaru. Výplata zaměstnanců činila asi 20 zlatých. Pak se po několika letech střídali další majitelé. Pošta se z Vladislavi vozila do následujících obcí: Smrk, Valdíkov, Hostákov, Číměř, Slavičky, Střížov, Okrašovice, Pozďátky a Dobrá Voda. Koněšín měl svou vlastní poštu, ta však zanikla a stala se doručovací stanicí pro poštovní úřad ve Vladislavi. Valdíkov později připadl poštovnímu úřadu v Budišově.
Dnes se pošta nachází v domě č. 198 vedle farního úřadu a je pobočkou Třebíče.[zdroj?]

### Knihovna

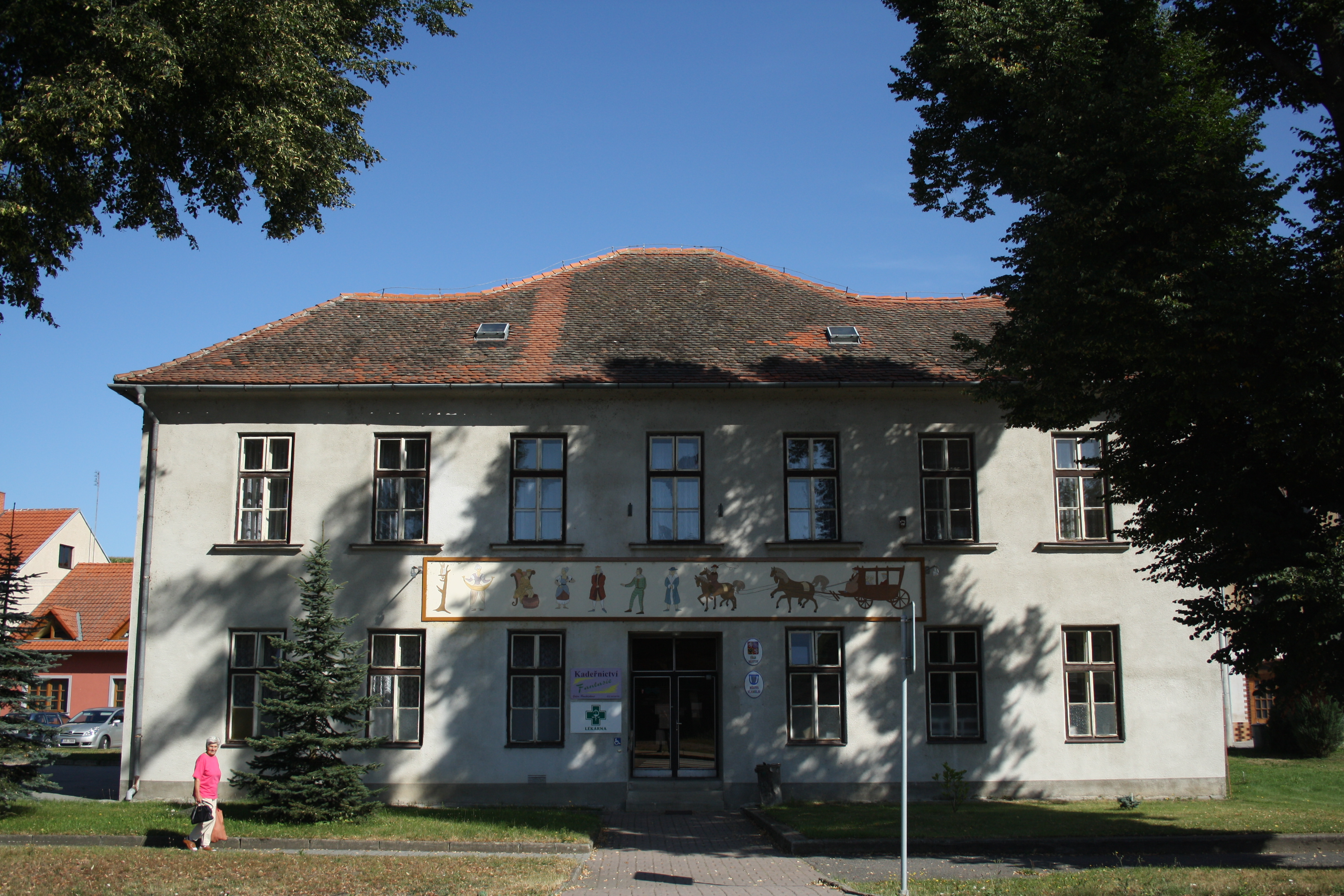
Budova obecního úřadu s památným obrazem narození Vladislava

Vladislav si založila svou veřejnou knihovnu roku 1922. Na začátku bylo zakoupeno 52 knih. Potom bylo obcí přispíváno na nové knihy. Bylo to však málo – 50 haléřů na jednoho obyvatele ročně, tj. 500 Kč ročně celkem. Později to bylo 600 Kčs, až v roce 1946 byl příspěvek zvýšen na 1600 Kčs. Knihovna přijímala také knihovní dary. V roce 1922 od ministerstva školství 40 knih, z hosp. podniků v roce 1941 9 knih, od MUDr. Františka Večeři v roce 1934 27 knih, od prof. Karla Háňavky v roce 1939 18 knih. V současné době sídlí knihovna v budově mateřské školy a o její chod se stará paní Libuše Nováčková. Knihovna náleží k obecním knihovnám pod správou Městské knihovny Třebíč.[zdroj?]

### Divadlo
První počátky divadelní hry můžeme hledat asi v roce 1889, kdy se sešla mládež, aby se zahrála první divadlo. Tento kroužek se nazýval „Divadelní komitét“. První vystoupení tohoto kroužku se hrálo brzy po jeho založení, ještě o prázdninách. Toto první představení se nazývalo „Dynamit“. Druhé vystoupení mělo název „Můj ráj“. Hrálo se v sále hostince na primitivním jevišti. Z tohoto kroužku, který pořádal představení se stal „Spolek divadelních ochotníků ve Vladislavi“. Do první světové války se hrálo v uvedeném hostinci, po válce se hrálo v sále sokolovny. Tato divadelní činnost se dále rozvíjela. Za rok se průměrně odehrálo 6 divadel. V současnosti již tento spolek nepůsobí.[zdroj?]

### Sbor dobrovolných hasičů
Sbor hasičů ve Vladislavi byl založen v roce 1894 jako Dobrovolná tělocvičná a hasičská práce ve Vladislavi, potom přejmenován na Sbor dobrovolných hasičů. Současně se tento spolek angažuje do společenského dění v obci pořádáním nejrůznějších akcí. V jeho vlastnictví je hasičská zbrojnice u kostela.[zdroj?]

### Sokol
Úzce spolupracuje se SDH. K dispozici je sokolovna na kraji vesnice využívaná jako místo dění akcí v obci.[zdroj?]

### Tělovýchovná jednota
Spolek sdružuje místní sportovce ve fotbale, stolním tenise, nohejbale a dříve také hokeji, volejbale a tenise. K dispozici je travnaté fotbalové hřiště, kluziště (využívané v létě jako místo veřejných akcí), tenisový kurt a nohejbalové či volejbalové hřiště. Všechny tyto hrací plochy se nacházejí pospolu ve sportovním areálu v Kartouzích. Stolní tenisté využívají obecní tělocvičnu. Oddíl spolku s názvem Sport pro všechny se významně angažuje do obecního dění pořádáním nejrůznějších akcí.
V roce 2019 oslavila 90 let od svého založení. Na oslavy byli pozváni i hráči FC Vysočina Jihlava. Před 40 lety sehrál místní tým k 50. výročí založení utkání s pražskou Duklou.[zdroj?]

### Dvořákův vladislavský pohyblivý betlém
V domě č. 41 lze zhlédnout unikátní model betlému s mnohaletou historií. Je rodinným vlastnictvím rodiny Dvořáků.[zdroj?]

## Doprava

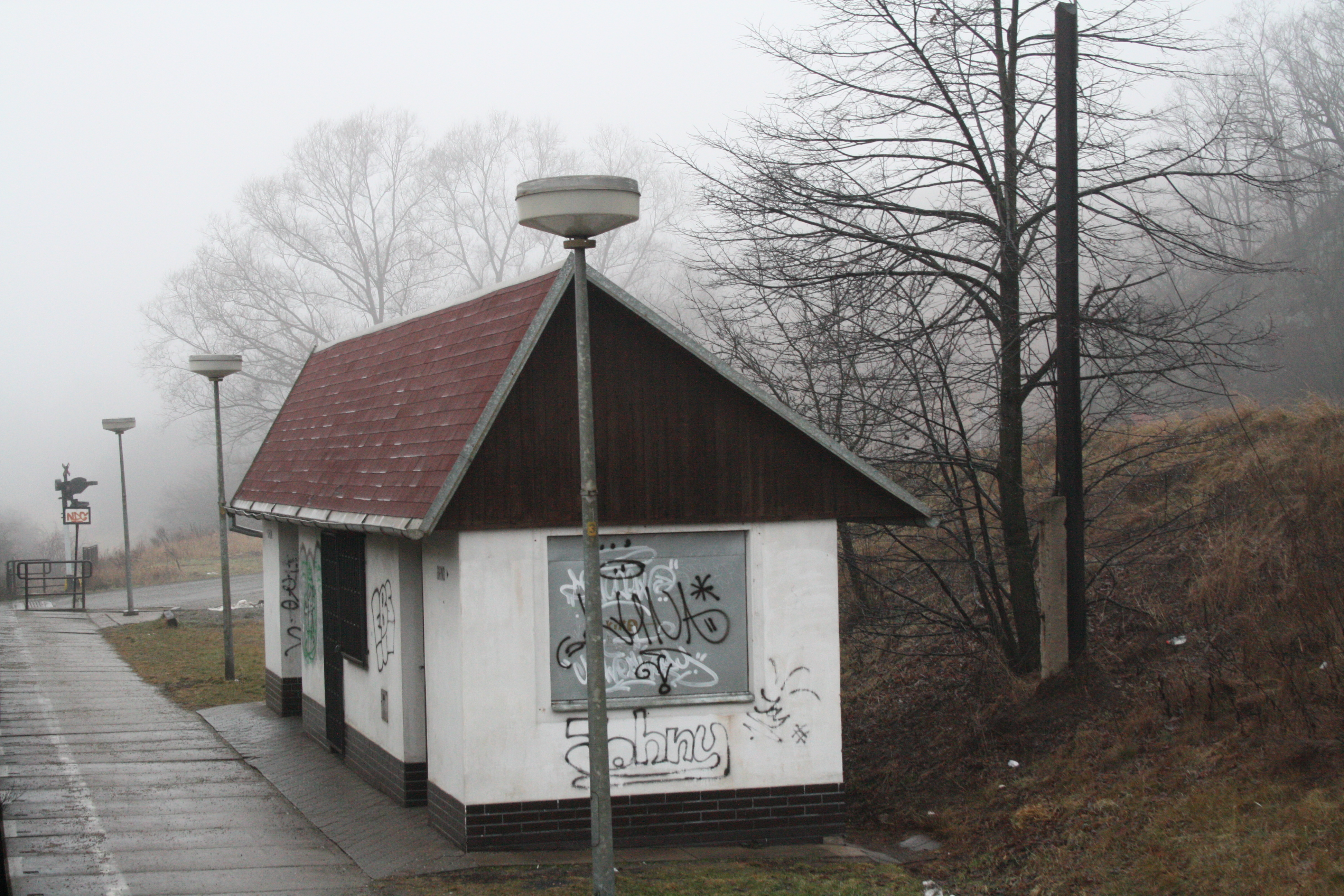
Vlaková zastávka na trati č. 240

Vladislav má autobusovou zastávku, kde zastavují i dálkové autobusy na linkách Brno – České Budějovice a Brno – Dačice. Dále zde zastavují regionální autobusy na linkách z Třebíče do Náměště nad Oslavou, Tasova, Mohelna, Čikova, Dolních Vilémovic a Hartvíkovic.
Obec Vladislav leží na železniční trati 240 (Brno – Jihlava). Vladislav měla do roku 1996 vlakové nádraží, které se nacházelo na západ od obce, asi kilometr proti proudu řeky. Z důvodu velké vzdálenosti od obce byla v 90. letech vystavěna vlaková zastávka Vladislav zastávka, kde zastavují pouze osobní vlaky. Původní nádraží se stalo výhybnou.
Obcí prochází silnice první třídy I/23 vedoucí od Soběslavi do Brna, která obci zprostředkovává spojení s nejbližšími městy Třebíč a Náměšť nad Oslavou. V obci se na ni napojuje silnice druhé třídy II/401 vedoucí přes sousední Číměř do Jaroměřic nad Rokytnou a dále dvě silnice třetí třídy – silnice III/39014 vede přes sousední Smrk do Budišova a silnice III/39018 spojuje Vladislav s Hostákovem. Pro úplnost je třeba zmínit ještě místní komunikaci vedoucí z Vladislavi ke koněšínské osadě Prachovna. Přístup k vladislavské pile zprostředkovává komunikace III/35118 vedoucí z Pozďátek, v minulosti navazovala na silnici I/23 u Vladislavi, dnes je však slepá kvůli nevyhovujícímu mostu. S Vladislaví tak má pila silniční spojení pouze přes Pozďátky, Slavičky a Číměř po komunikacích III/35118, II/351 a II/401.
Roku 2022 bylo oznámeno, že Vladislav a Číměř by měly být propojeny cyklostezkou.

#### Plány obchvatu
Obcí prochází silnice první třídy I/23, kdy se již od osmdesátých let hovořilo o možném obchvatu obce, obcí dle průzkumů projede denně přibližně 6 tisíc automobilů a skoro polovina domů se nachází přímo u hlavní silnice. Plánovaný obchvat má procházet severně od obce, začínat má u železničního přejezdu na západě obce a končit má u silnice směrem na Náměšť nad Oslavou. Ředitelství silnic a dálnic se vyjádřilo, že chce v projektu usilujícím o stavbu obchvatu pokračovat. Aktuální verze má vystoupat od budovy bývalého vlakového nádraží k tzv. Obecním horám, kde má překlenout údolí potoka tekoucího od vodárny Správy železnic, pak má vystoupat na skalní plošinu nad obcí, kde překročí stávající silnici na Hostákov. Následovat má úsek, který má vést skrze průmyslový areál, který by musel obchvatu částečně ustoupit. Poté má (bez jakýchkoli protihlukových opatření) vést těsně posledními vladislavskými domy, kde by bylo třeba zhotovit další dvě mostní konstrukce (délka druhého mostu přes údolí Mlýnského potoka je plánována na 186 metrů). Pak by měla stavba vést přes pole za novostavbami, dalším mostem překročit silnici na Smrk a následně se pomocí dalšího mostu přes železniční trať a zahrady za bytovkami napojit na stávající vozovku I/23 ve směru na Náměšť nad Oslavou. V roce 2019 bylo oznámeno, že ekonomické vyhlídky obchvatu městyse jsou úspěšné, i tak by se však jednalo o stavbu vysoce nákladnou, i proto, že je v celé délce třeba počítat s šesti mostními konstrukcemi a členitým terénem.
Případná stavba obchvatu by však nemusela být ve všech ohledech ideálním řešením. Rozhodně by neulevila od provozu a hluku všem občanům, podstatná část obce se totiž rozkládá od centra na sever, kde by plánovaná silnice velmi těsně míjela poslední domy (částečně i novostavby) včetně sportovního areálu a rekreačních oblastí (protihlukové stěny nejsou z finančních důvodů vůbec v plánu). V jistém úseku na východní straně obce je trasa dokonce plánována přes zahrady a chatky. Také by obchvatu musela ustoupit část zemědělského areálu a solární elektrárny. Přes centrum obce by také stále jezdila doprava ve směrech na Číměř, Smrk a Hostákov a také kamiony směřující do místní klihárny Tanex. Projekt (včetně procesu stavby) by byl nenávratným zásahem do krajiny, silnice by musela překlenout pět údolí, čímž by hrozilo znečištění vodních zdrojů, a související zábor lesní i zemědělské půdy by krajinu dále štěpil bez ohledu na přesuny zvěře, zadržování vody i rekreační funkci přírody. Vliv na biodiverzitu a životní prostředí rozhodně nelze zanedbávat, jelikož trasa je plánována přes stráně a skály nad obcí, kde byl odborníky z ČSOP Kněžice zjištěn výskyt řady vzácných teplomilných druhů rostlin a živočichů, které mají často ve Vladislavi severní hranici rozšíření a je třeba o ně i jejich lokality náležitě pečovat. Trasa by například těsně míjela ohroženou populaci smilu písečného (Helichrysum arenarium) v údolí ke Smrku. Je tedy třeba důkladně zvážit veškeré klady i zápory předběžně plánovaného obchvatu s ohledem na veškeré faktory.
V roce 2020 bylo oznámeno, že cena obchvatu by měla dosáhnout 1,5 miliardy Kč a dle tehdejších plánů měla by být dokončena v roce 2027. Při stavbě by měl být zdemolován jeden dům. V květnu roku 2023 bylo stavbě obchvatu uděleno územní rozhodnutí, dle nových plánu by stavba měla získat povolení v roce 2026 a o dva roky později by mělo dojít k výběrovému řízení a v roce 2031 by měla být dokončena.
Plánovaný obchvat by z části procházel také katastrálním územím Smrk na Moravě.

## Firmy v obci

### Tanex Vladislav a. s.
Dalším velkým závodem měla být přádelna u Vladislavi, ze které se postupem času stala továrna na čokoládu a k roce vydání publikace měla být továrnou na umělá hnojiva a na klíh. Její historie prošla dlouhým vývojem. Dnešní továrna Tanex a. s. je jedním z evropsky významných výrobců klihu.[zdroj?] Firma se však specializuje také na zpracování tuku a výrobu tradičních přírodních mýdel. Časté jsou stížnosti občanů na přílišný zápach z fabriky, případně také na hluk a nesjízdnou cestu okolo areálu.
Ve stejném areálu se nachází i firma na recyklaci použitého kuchyňského oleje.

### Pivovar Heřman

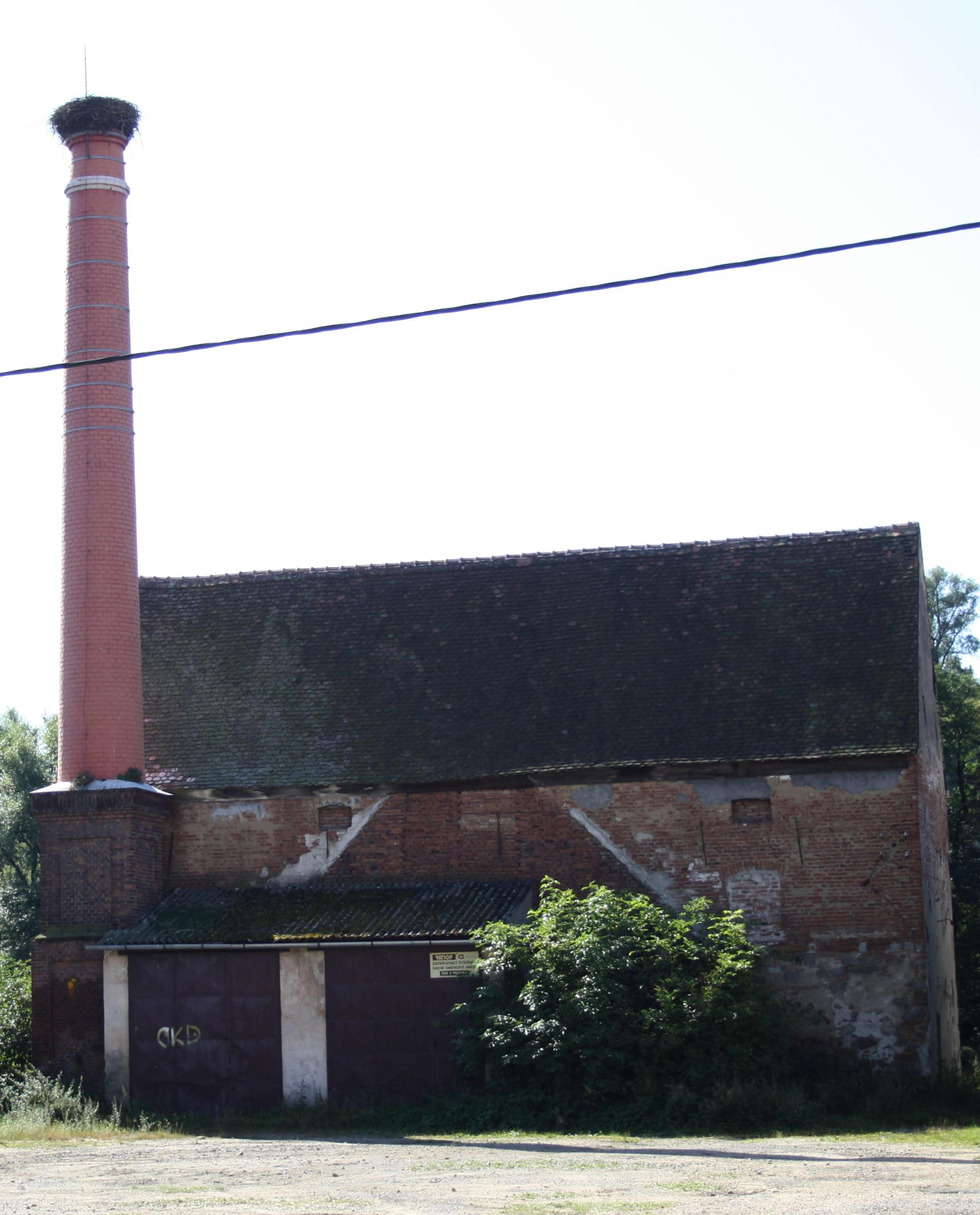
Pivovar

Kdy a za jakých okolností byl po dlouhé práci vystavěn úplně první pivovar ve Vladislavi, nejde pro nedostatek písemných záznamů zjistit. Je však pravděpodobné, že v prvních dobách vařili Vladislavští pivo ve vlastním pivovaru, který stál v místech, kde dnes stojí mostní váha. Byla to dřevěná budova a v ní zazděný měděný kotel s 6 sudy. Odtud se pivo v kádích dováželo do čísla 6, první vladislavské radnice a tam v kamenných kádích se ochlazovalo a stáčelo do věder. Když byla postavena nová radnice, nynější dům s číslem popisným 8, vařilo se ještě v tomto prvním dřevěném pivovaru, pivo se donášelo do kamenných kádí, které byly umístěny v bočním křídle již zmíněné radnice. V této radnici se pivo chladilo a stáčelo, jak je vidět z účtovní knihy požitků za rok 1706, 1707, 1708, 1711, které vyúčtování muselo být předloženo do kanceláře. Na pivovarském komíně je již dlouhá léta hnízdo čápů.[zdroj?] Dnes je pivovar ve vlastnictví rodiny Heřmanů a distribuuje vlastní pivo do okolních hospod a provozuje též vlastní hostinec.

## Rekreace a cestovní ruch
Vladislav je svojí polohou ideálním místem pro rybáře a rybaření. Údolí řeky Jihlavy láká k návštěvě i turisty a výletníky nejen z blízké Třebíče ale i z míst vzdálenějších. Turistiku podporuje i Sokol.
Nedaleký rybník Balaton je oblíben místními převážně v letní sezóně jako místo ke koupání, využívají jej ale i rybáři. Původně však vznikl jako zásobárna vody pro zemědělské družstvo.
K rekreaci lze využít také sportovní areál za Kartouzy s občerstvením.
Turisté se do Vladislavi mohou dostat po červené značce, která vede z Jaroměřic nad Rokytnou do Radostic, dále přes Vladislav prochází žlutý Třebíčský okruh a začíná zde zelená značka která se u Třesova napojuje na zmíněnou červenou.
Cyklisté mohou přes obec projíždět po cyklotrase 5107 z Trnavy do Kramolína nebo odsud vyrazit po cyklotrase 5207 do Hartvíkovic.

## Příroda a životní prostředí
V roce 2010 byl v těsném sousedství obce proveden průzkum odborníky z ČSOP v Kněžicích, kteří prokázali na okolních stepních stráních nad řekou a jejími přítoky výskyt řady vzácných a teplomilných druhů rostlin a živočichů. Nejvýznamnějšími z bylin jsou smil písečný a divizna ozdobná. Dále byly zjištěné vzácné druhy pavouků jako slíďák Schmidtův a stepník rudý. Již několik let odborníci také o některé z lokalit pečují pravidelným kosením, aby se zabránilo spontánní sukcesi, a dále na nich přetrvávaly ohrožené druhy.
Výrazným krajinným prvkem je skalnatý ostroh nad řekou Výhon na jihovýchodě obce, odkud bylo archeologickými nálezy prokázáno osídlení pravěkými lidmi. Je prokázáno, že podél řeky Jihlavy pronikali do hloubky Českomoravské vysočiny nejen teplomilné rostliny a živočichové, ale také první lidé.
V několika posledních letech byl zaznamenán také návrat bobra evropského k rybníku Balaton a řece Jihlavě. Nedaleko od obce nalezneme PP Hluboček s výskytem ladoňky dvoulisté pravé rakouské.
Každoročně očekávaným fenoménem jsou místní čápi hnízdící na komíně místního pivovaru. V okolí Vladislavi se navíc vyskytuje i druh čáp černý, který vede skrytý život.
V roce 2011 byl v obci realizován projekt kanalizace odpadních vod a výstavba čisticí stanice v katastru obce Číměř. Tím se snížilo znečištění řeky a dalších vodních toků. Vlastní ČOV má také továrna Tanex, která byla v období socializmu abnormálním znečišťovatelem životního prostředí.

## Politika
V roce 2019 navštívil obec a pivovar prezident republiky Miloš Zeman.

### Místní zastupitelstvo
V letech 2006–2010 působil jako starosta Květoslav Havlíček, od roku 2010 tuto funkci zastává Jan Havlena. Obec je členem dobrovolného svazku obcí Horácko – ekologický mikroregion.

### Volby do Poslanecké sněmovny
|       | 2006                | 2010                | 2013                | 2017                | 2021                  |
| ----- | ------------------- | ------------------- | ------------------- | ------------------- | --------------------- |
| 1.    | ČSSD (36,11 %)      | ČSSD (26,99 %)      | KSČM (30,11 %)      | ANO (30,04 %)       | ANO (33,43 %)         |
| 2.    | KSČM (27,92 %)      | KSČM (23,07 %)      | ČSSD (24,08 %)      | KSČM (16,33 %)      | SPOLU (18,5 %)        |
| 3.    | ODS (17,83 %)       | VV (11,76 %)        | ANO 2011 (11,56 %)  | SPD (12,17 %)       | Piráti+STAN (12,08 %) |
| účast | 70,13 % (688 z 981) | 68,14 % (663 z 973) | 66,25 % (634 z 957) | 66,87 % (650 z 972) | 70,98 % (675 z 951)   |

### Volby do krajského zastupitelstva
|      | 1.             | 2.                       | 3.                           | účast               |
| ---- | -------------- | ------------------------ | ---------------------------- | ------------------- |
| 2000 | KSČM (41,84 %) | 4KOALICE (17,39 %)       | ODS (13,85 %)                | 39,38 % (386 z 980) |
| 2004 | KSČM (40,96 %) | ODS (22,03 %)            | KDU-ČSL (14,97 %)            | 35,83 % (358 z 999) |
| 2008 | ČSSD (35,4 %)  | KSČM (27,68 %)           | DOHODA pro Vysočinu (11,8 %) | 48,15 % (468 z 972) |
| 2012 | KSČM (39,01 %) | ČSSD (22,71 %)           | Pro Vysočinu (13,82 %)       | 42,29 % (415 z 986) |
| 2016 | STO (23,7 %)   | KSČM (22,12 %)           | ANO 2011 (13,76 %)           | 45,57 % (447 z 981) |
| 2020 | ANO (20,35 %)  | KSČM (17,83 %)           | ODS+STO (16,08 %)            | 41,67 % (400 z 960) |
| 2024 | ANO (37,32 %)  | ODS+TOP 09+STO (18,23 %) | ČSNS+KSČM+ČSSD (17,37 %)     | 37,21 % (355 z 954) |

### Prezidentské volby
V prvním kole prezidentských voleb v roce 2013 první místo obsadil Miloš Zeman (220 hlasů), druhé místo obsadil Jiří Dienstbier (150 hlasů) a třetí místo obsadil Jan Fischer (114 hlasů). Volební účast byla 67,85 %, tj. 666 ze 983 oprávněných voličů. V druhém kole prezidentských voleb v roce 2013 první místo obsadil Miloš Zeman (499 hlasů) a druhé místo obsadil Karel Schwarzenberg (158 hlasů). Volební účast byla 67,80 %, tj. 659 ze 972 oprávněných voličů.
V prvním kole prezidentských voleb v roce 2018 první místo obsadil Miloš Zeman (361 hlasů), druhé místo obsadil Jiří Drahoš (141 hlasů) a třetí místo obsadil Marek Hilšer (68 hlasů). Volební účast byla 70,69 %, tj. 685 ze 969 oprávněných voličů. V druhém kole prezidentských voleb v roce 2018 první místo obsadil Miloš Zeman (492 hlasů) a druhé místo obsadil Jiří Drahoš (223 hlasů). Volební účast byla 74,92 %, tj. 717 ze 957 oprávněných voličů.
V prvním kole prezidentských voleb v roce 2023 první místo obsadil Andrej Babiš (292 hlasů), druhé místo obsadil Petr Pavel (185 hlasů) a třetí místo obsadila Danuše Nerudová (108 hlasů). Volební účast byla 74,29 %, tj. 705 ze 949 oprávněných voličů. V druhém kole prezidentských voleb v roce 2023 první místo obsadil Andrej Babiš (358 hlasů) a druhé místo obsadil Petr Pavel (346 hlasů). Volební účast byla 75,27 %, tj. 706 ze 938 oprávněných voličů.

## Zajímavosti a pamětihodnosti

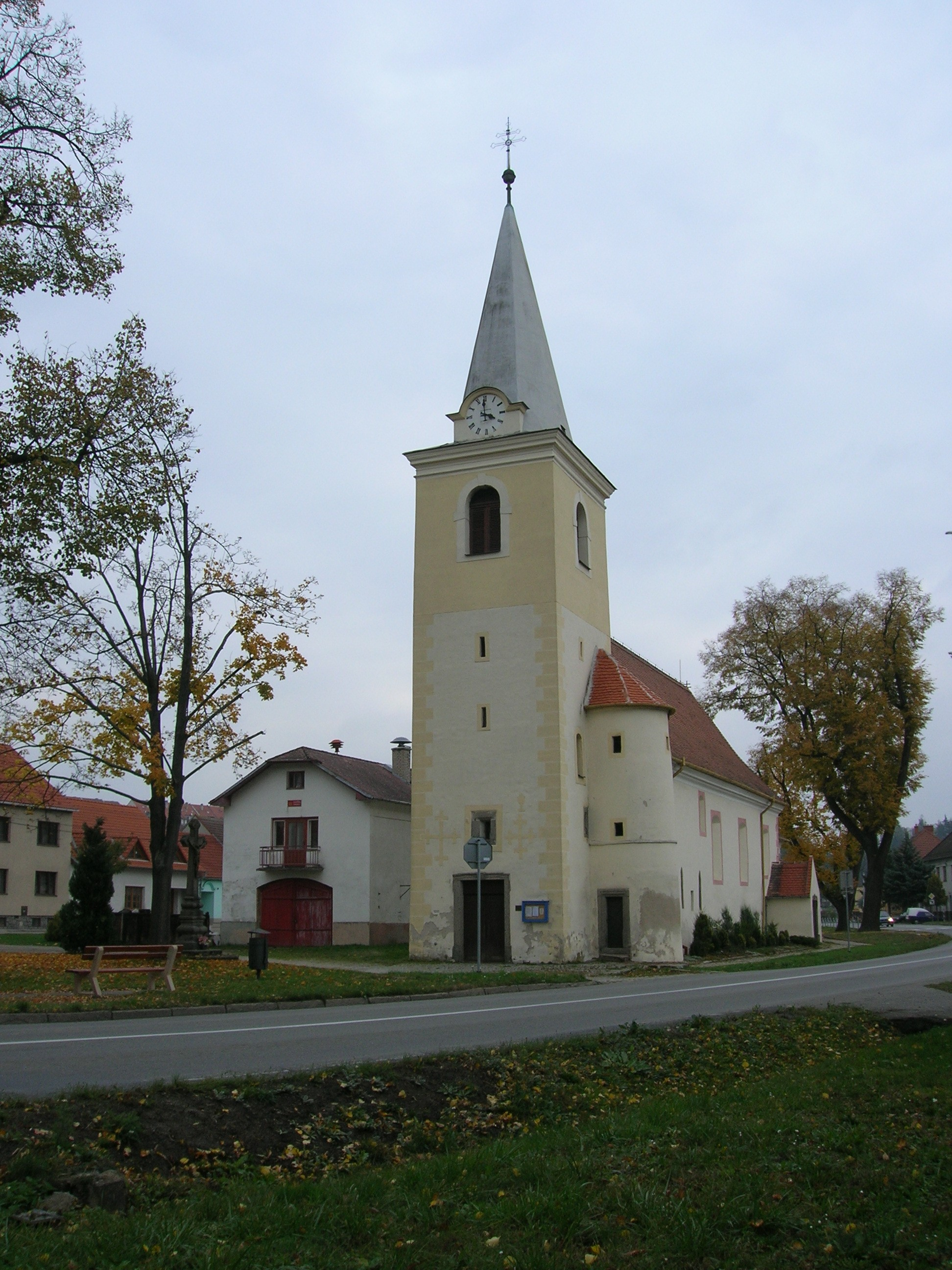
Pohled na kostel

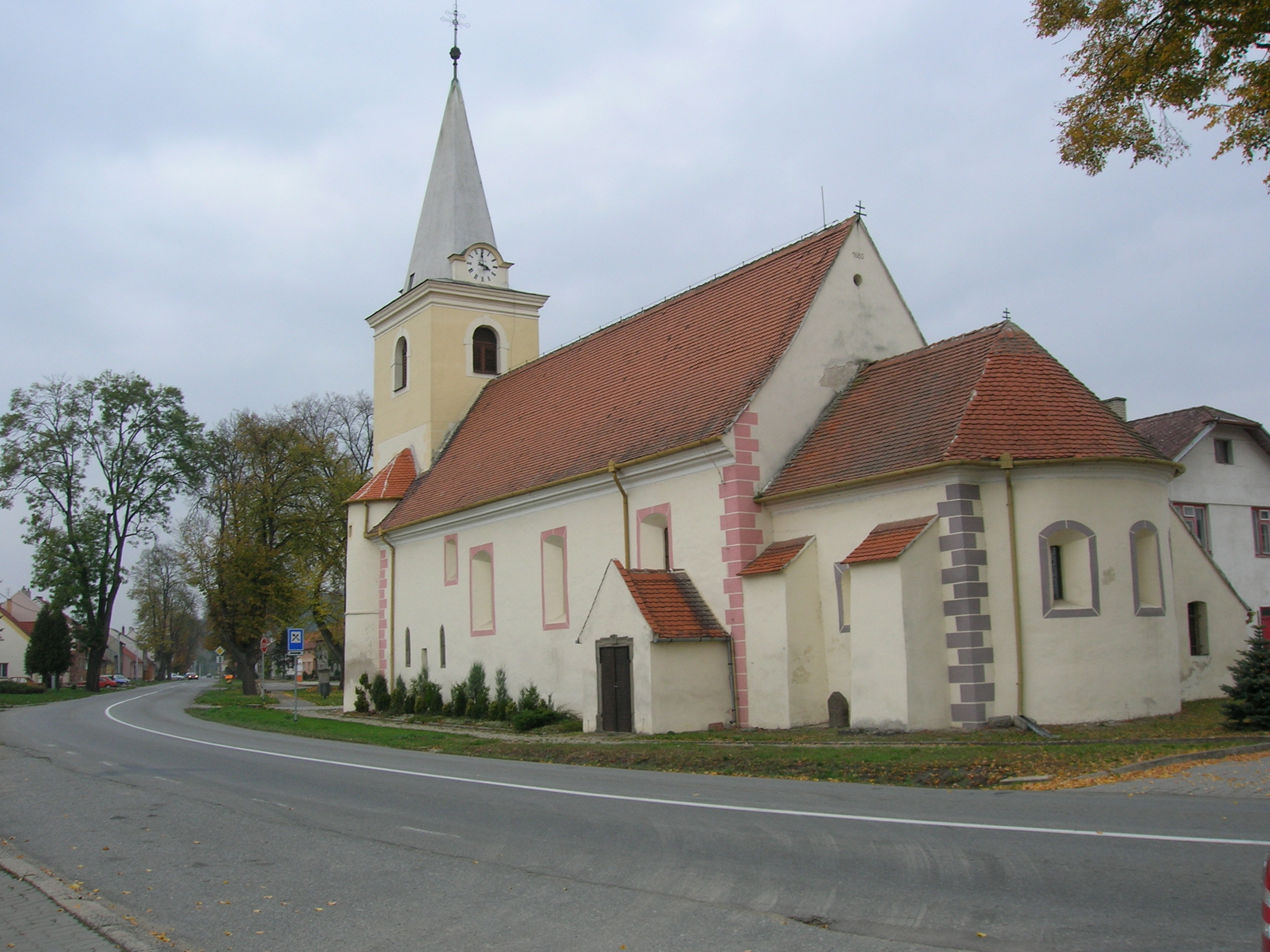
Kostel zezadu

### Kostel Nejsvětější Trojice
Románský kostel Nejsvětější Trojice se poprvé připomíná až roku 1358, kdy se uvádí na listině opata Adama vladislavský farář Petr. Kostel však nepochybně podle dochovaných článků stavěla třebíčská klášterní huť nejpozději ve 30. letech 13. století. Dříve byl zasvěcen Panně Marii, protože v roce 1496 byl ulit zvon ke cti Boha Všemohoucího a Panny Marie. Barokní úpravy kostela byly provedeny po roce 1728, kdy tady byla zřízena lokálie, a po dlouhé době byl ustanoven u kostela kaplan Antonín Sláma. Kostel byl opraven v roce 1890–1900. Pouť má v květnu nebo v červnu, týden po svatodušních svátcích. Je farním kostelem Římskokatolické farnosti Vladislav, která působí na území Vladislavi, Hostákova, Smrku a Valdíkova. Současně však místní kněz působí jako administrátor excurrendo i na územích střížovské a koněšínské farnosti.

### Další pamětihodnosti
- socha sv. Jana Nepomuckého před kostelem;
- obecní hřbitov;
- smírčí kámen vedle kostela;
- restaurace čp. 1, kde se měl narodit malý Vladislav, syn údělného knížete Oldřicha Brněnského. Dnes zbořena a na jejím místě park. Památný na ní to obraz byl přemístěn na budovu obecního úřadu, ale po její rekonstrukci byl odstraněn;
- pomník padlým v 1. světové válce v parku před školou na místě bývalé hospody odhalený ke 100. výročí konce 1. světové války;
- pomník Rudé armádě a padlým v 2. světové válce v parku před kostelem;
- fara – prastará, po třicetileté válce budova chátrala a v roce 1674 byla zbořeništěm. V roce 1728 byla vystavěna nová budova, která měla 2 pokoje a 1 kuchyň. Patřilo k ní hospodářské stavení, které 9. dubna 1858 daroval děkan Jan Janoušek faráři ve Vladislavi, Petru Klimentovi. 19. března 1867 se začalo s kopáním studny. Po dlouhou dobu nebylo potřeba dalších oprav. Až v roce 1900 se musely provést další opravy. Fara měla nová okna a pěknou fasádu. Na tyto opravy hodně přispívali i vladislavští farníci. V současné době je fara zrekonstruovaná a využívá ji farář Charouz.
- Tvrz Hostákov

## Významné osobnosti
Zde se nachází výčet veřejně známých lidí, které se narodili, žili či působili v místní části Vladislav:
- Jitka Boho (1991–dosud), modelka a zpěvačka
- Vladimír Bouzek (1920–2006), hokejový a fotbalový hráč působící v místním týmu TJ Vladislav
- Karel Cejpek (1909–1957), voják
- František Diviš (1835–1891), kněz
- Karel Haňávka (1882–?), kněz
- Pavlína Havlenová (1993–dosud), hasička a záchranářka
- Jindřich Zdík Zdeněk Charouz (1959–dosud), místní kněz, uznávaný historik a spisovatel[38][39]
- Emanuel Komínek (1929–1993), geolog
- Vladimír Musil (1910–?), stolař, policista, voják
- Marek Nevoral (1976–dosud), předseda OV KSČM Třebíč
- Antonín Nováček (?–?), hajný, lidový umělec, restaurátor památného obrazu na místní hospodě
- Vladislav Přemyslovec (1110–1115), knížecí syn
- Jiří Sýkora (1995–dosud), vícebojař
- Jiří Texl (1993–dosud), fotbalový záložník
- Antonín Trávníček (1892–1968), kněz
- Arnošt Tvarůžek (1865–1936), kněz, poslanec Moravského zemského sněmu a Říšské rady